# Dole pod Sveto Trojico
Dole pod Sveto Trojico – wieś w Słowenii, w gminie Moravče. W 2018 roku liczyła 13 mieszkańców.